# ロード・ハウ島群
座標: 南緯31度33分 東経159度05分 / 南緯31.550度 東経159.083度
ロード・ハウ島群（Lord Howe-とうぐん）はロード・ハウ島とその周辺の島の総称である。ユネスコの世界遺産（自然遺産）に登録されている。

## 概要
ロード・ハウ島群は海水による浸食で作られた島で、険しい山や珊瑚礁などを抱え、ロード・ハウ島でしか見られない生物を多数抱える、豊かな自然地域である。1981年ロード・ハウ島法等の法律で保護されている。
固有種としてはロードハウクイナのほか、ボールズ・ピラミッドでは世界最大のナナフシであるロードハウナナフシが生息している。世界遺産登録以降は固有種保護のために野生のブタやネコの根絶に成功し、ヤギもほぼ根絶が達成した。外来種の雑草と齧歯類の管理と根絶の計画も立てられている。

## 島々
- ロード・ハウ島
- アドミラリティー諸島（英語版）（Admirality Islands）
- マトン・バード諸島（Mutton Bird Islands）
- ボールズ・ピラミッド（Balls Pyramid）

## 登録経緯
- 1953年ロード・ハウ島法4条の(1)で地域が保護される。
- 1981年ロード・ハウ島法が制定される。
- 1982年上記の法律の19条のAで再び本格的な保護が始まる。
- 同年、世界遺産に登録される。

## 登録基準
この世界遺産は世界遺産登録基準のうち、以下の条件を満たし、登録された（以下の基準は世界遺産センター公表の登録基準からの翻訳、引用である）。
- (7) ひときわすぐれた自然美及び美的な重要性をもつ最高の自然現象または地域を含むもの。
- (10) 生物多様性の本来的保全にとって、もっとも重要かつ意義深い自然生息地を含んでいるもの。これには科学上または保全上の観点から、すぐれて普遍的価値を持つ絶滅の恐れのある種の生息地などが含まれる。